# 1953 Рупертвілдт
1953 Рупертвілдт (1953 Rupertwildt) — астероїд головного поясу, відкритий 29 жовтня 1951 року.
Тіссеранів параметр щодо Юпітера — 3,192.